# Solomon Mensah Nyarko
Solomon Mensah Nyarko (* 18. Februar 1989) ist ein ghanaischer Badmintonspieler. 

## Karriere
Solomon Mensah Nyarko startete 2010 bei den Commonwealth Games, wobei er im Herrendoppel und im Herreneinzel antrat, jedoch nicht über die Vorrunde hinauskam. Bei den Panafrikanischen Spielen 2011 gewann er Bronze im Herrendoppel mit Daniel Sam.